# Rachel Yakar
Rachel Yakar (Lió, 3 de març de 1938) és una soprano francesa.
Va estudiar amb Germaine Lubin al Conservatori de París. El 1963 va debutar a Estrasburg. En els propers vint anys, va estar associada amb el Deutsche Oper am Rhein de Düsseldorf. A mitjans del 1970, va actuar a Bayreuth, Glyndebourne, Edimburg, Salzburg i Covent Garden. El seu repertori va incloure Donna Elvira de Don Giovanni de Mozart i Primera dama de La Flauta Màgica; Monteverdi L'incoronazione di Poppea i Aricia de Rameau; Climène de Phaëton de Jean-Baptiste Lully, Circé a Scylla et Glaucus de Leclair; Diane de Les Aventures du roi Pausole d'Arthur Honegger i Madame Lidoine de Diàlegs del Carmelites de Francis Poulenc.